# Doodslag op Anneke van der Stap
De doodslag op Anneke van der Stap (Madiun, 12 februari 1983 – vermoedelijk Rijswijk, 11 of 12 juli 2005), ook wel bekend als de Rijswijkse moordzaak, was een langdurige  cold case sinds 2005 en een uiteindelijke strafzaak in 2010-2015 tegen de verdachte Ronald P., die tevens was veroordeeld wegens de Puttense moordzaak op een andere jonge vrouw. Lange tijd was het onduidelijk wat Anneke van der Stap precies was overkomen. Ze was vanaf de nacht van 11 op 12 juli 2005 vermist, haar stoffelijk overschot werd elf dagen later te Rijswijk gevonden. Zij bleek met geweld om het leven te zijn gebracht, maar het bleef onduidelijk of dit ter plekke was gebeurd. 
Toen P., die in 1995 van Putten naar Delft was verhuisd, als verdachte in beeld kwam, terwijl hij reeds vervolgd werd in de al 14 jaar oude Puttense zaak, meende justitie mogelijk met een dader van meerdere moorden te maken te hebben, eventueel zelfs een seriemoordenaar. Veroordeling zou hem tot dader maken van twee van de meest geruchtmakende moordzaken in Nederland, die met elkaar gemeen hebben dat ze lang onopgelost bleven.
In eerste aanleg werd P. door de rechtbank te Den Haag vrijgesproken. Vervolgens werd hij in hoger beroep door het gerechtshof alsnog wegens doodslag veroordeeld, mede op grond van verklaringen die waren afgelegd door medegedetineerden.

## Vermissing
De 22-jarige Rijswijkse studente Anneke van der Stap  was in de nacht van 11 op 12 juli 2005 na een bezoek aan een vriend in Enschede niet thuisgekomen. Door haar adoptievader, met wie zij samenwoonde, werd de volgende avond bij de politie te Rijswijk haar vermissing gemeld.
Bij het onderzoek dat hiernaar werd ingesteld, werd onder meer de betreffende vriend uit Enschede als getuige gehoord. Verder werd onderzoek gedaan naar de mobiele telefoon waarvan bekend was dat zij die op 11 juli 2005 bij zich had gehad. Op 17 juli 2005 werd door KPN medegedeeld dat die telefoon voor het laatst tweemaal op 12 juli 2005, te 2.15 uur 3 seconden en te 2.15 uur 22 seconden, een zendmast had aangestraald, en wel een zendmast op het Lindoduin bij de Duinstraat te Den Haag (Scheveningen). Tot tweemaal toe probeert de gebruiker van de mobiele telefoon te bellen naar een onbekend gebleven mobiel telefoonnummer. Dit werd tot tweemaal toe geregistreerd als mislukt telefoongesprek. Het onderzoek hiernaar leidde echter niet tot enig inzicht waar zij gebleven was en/of wat er met haar gebeurd was. Er was door een gebrek aan beltegoed geen verbinding tot stand gekomen. De politie nam aan dat Anneke moest hebben geweten van dat tekort en dat daarom de beller iemand anders moest zijn geweest, die zich die nacht van haar toestel trachtte te bedienen.

### Vondst stoffelijk overschot
10 dagen later, op 22 juli 2005, werd in de bosjes langs het Jaagpad, nabij het viaduct bij het Elsenburgerbos en het gebouw van de Sijthof Pers aan de Vliet in Rijswijk haar stoffelijk overschot gevonden, dat in verregaande staat van ontbinding verkeerde. Het stoffelijk overschot bevond zich op ruim vijf meter afstand van de weg, op een plaats die vanaf het trottoir niet of nauwelijks zichtbaar zou zijn. Tijdens het door de politie ingesteld onderzoek werd vastgesteld dat zij op 11 juli 2005 voor het laatst in leven was gezien, toen ze in Enschede op bezoek was geweest bij een vriend. Zij leek door een geweldsmisdrijf om het leven gekomen, waarbij door de recherche werd uitgegaan van moord. Ook in de latere strafzaak tegen Ron P. zouden de rechtbank en gerechtshof ook concluderen dat uit de plaats waar (in de bosjes langs de weg) en de wijze waarop haar lichaam was aangetroffen enige andere oorzaak voor haar dood dan een levensdelict zo goed als uitgesloten was. Daarnaast waren er ook feitelijke aanwijzingen voor op haar uitgeoefend geweld, zoals de onnatuurlijke houding van het lichaam, haar gescheurde rok en de verbogen bril.
Bij het lichaam werd geen van de goederen teruggevonden die zij vermoed werd bij zich te hebben gehad bij haar verdwijning. Het ging om ten minste twee tassen, waarin zij onder meer haar laptop vervoerde, en haar mobiele telefoon.
Het onderzoek naar de doodsoorzaak en naar eventuele sporen op of aan het lichaam werd in ernstige mate belemmerd door de omstandigheid dat haar lichaam in verregaande staat van ontbinding was gevonden. Een zekere anatomische doodsoorzaak kon daardoor niet worden vastgesteld. In de jaren nadien werden zonder enig resultaat nog nadere onderzoeken verricht aan veiliggestelde materialen en objecten: er was geen spoor dat met enige zekerheid met één of meerdere andere personen in verband kon worden gebracht. 
Het onderzoek kwam lange tijd niet verder dan de vaststelling dat Van der Stap op 11 juli op de trein van Enschede naar Den Haag was gestapt. Zij was voor het laatst door iemand in leven gezien op 11 juli 2005 rond 21.25 uur. Ze had gelogeerd bij een vriend die haar naar het station had gebracht. Volgens deze vriend was het haar bedoeling met de trein naar Den Haag te reizen en daar dan de laatste of voorlaatste tram naar haar woonplaats Rijswijk te nemen. De vriend verklaarde haar in een trein te hebben zien stappen die, naar wordt aangenomen, om 21.27 uur naar Amersfoort was vertrokken. Ze zou in Amersfoort zijn overgestapt op de trein naar Den Haag CS, die daar om 23.53 uur was gearriveerd. Zij zou dan de laatste tram van  lijn 17 naar Rijswijk hebben kunnen nemen, en die tram is om 00.25 uur gestopt aan de halte Van Vredenburchweg, waar zij doorgaans placht uit te stappen, omdat haar woning ongeveer 500 meter van die tramhalte was gelegen.

## Opsporing

### 2005-2008
In september 2005 meldde de politie dat er slechts een enkele tip was ontvangen.  Tweemaal hield de politie een grootschalig sms-onderzoek. Daarbij werd om tips verzocht aan treinreizigers, die op die avond van juli hadden gereisd tussen Enschede en Den Haag Centraal.
Hierna zat de zaak lange tijd muurvast. Eind 2006 werd het rechercheteam zelfs ontbonden, bij gebrek aan aanknopingspunten. 
Vader Harry van der Stap riep ten einde raad de hulp in van van misdaadjournalist Peter R. de Vries. De aandacht die deze in zijn televisie-programma besteedde aan de zaak leverde vervolgens 26 tips op en gaf de nabestaanden morele steun.
In december 2007 werd bekendgemaakt dat justitie en De Vries een beloning van bijna 25.000 euro uitloofden voor de "gouden tip" om een doorbraak forceren in het moeizame onderzoek.
In januari 2008 meldde de politie dat recente tips nieuwe aanknopingspunten zouden hebben opgeleverd voor verder technisch onderzoek.
In april 2008 werden in de RTL 4-serie Het Zesde Zintuig, een door Beau van Erven Dorens gepresenteerde zoektocht naar "de beste paranormaal begaafde Nederlander", vier kandidaten getest door voorlegging van deze onopgeloste zaak.
In juli 2008 maakten de Samenwerkende Paragnosten Holland (Sapaho) bekend in opdracht 'van derden' een onderzoek te zijn gestart. Volgens hen zou Anneke bij iemand in de auto gestapt en richting Scheveningen zijn gereden, waar ze wat gegeten zouden hebben en ze naar het viaduct bij het Elsenburgerbos waren gegaan. Anneke zou volgens Sapaho hier zijn "misbruikt". De paragnosten waren ervan overtuigd dat er meerdere mensen bij betrokken moesten zijn. Ze "kregen drie namen door".

### 2008-2010: vijf doorbraken
Het opsporingsonderzoek dat zou leiden tot de veroordeling van Ron (Ronald) P. kende vijf doorbraakmomenten in de periode 2008-2010.
- De eerste doorbraak in de zaak vond plaats op 20 mei 2008. Toen werd Ron P. genoemd als verdachte, een persoon die als handelsman markten in het land afreed.[17] Mogelijk was er een verband met Ronald P., die werd verdacht van de moord op de Puttense stewardess Christel Ambrosius.[18][19] In april 2009 werd gemeld dat er volgens een speciaal Review-team, dat de zaak onder de loep had genomen, nog wel degelijk aanknopingspunten zouden zijn.[20]

- Op 5 mei 2009 volgde de tweede doorbraak, toen de politie de videobeelden uit de nacht van 12 juli 2005 van een beveiligingscamera van het BP-benzinestation aan de Statenlaan bestudeerde. Daarop is te zien dat Ron P. met zijn busje komt aanrijden, op deze locatie die binnen het bereik ligt van de zendmast die door de telefoon van het slachtoffer was aangestraald. Op 13 mei 2009 werd Ron P. daarom als verdachte aangemerkt, op een moment dat hij in voorarrest werd gehouden in verband met de Puttense Moordzaak. Echter pas op 8 februari 2010 zou hij formeel worden aangehouden in verband met de Rijswijkse zaak.

- Op 29 juni 2009 volgde de derde doorbraak, toen de chipkaartbetalingen werden nagegaan die in het benzinestation waren gedaan en aan de beelden van de bewakingsvideo werden gekoppeld: daarop viel te zien dat Ron P. die nacht chipte met de bankpas van het slachtoffer.

In juli 2009 publiceerde de politie Haaglanden foto's van een nog onbekende man, die mogelijk meer zou kunnen weten. Welke rol hij speelde, werd in het belang van het onderzoek niet bekendgemaakt.
De politie zou personen hebben gehoord die P. kenden. Een van de mensen die was verhoord was de eigenaar van een strandtent te Scheveningen waar Ronald P. had gewerkt samen met Marieke van der Stap, de zus van de vermoorde Anneke. Hij zou Anneke ooit in die strandtent hebben ontmoet.
In februari 2010 werd bekend gemaakt dat het lichaam van Anneke in september 2009 was opgegraven voor nieuw onderzoek. Omdat de onderzoekstechnieken de afgelopen jaren sterk zouden zijn verbeterd, was besloten het lichaam van Anneke opnieuw te onderzoeken, om meer duidelijkheid te krijgen over de doodsoorzaak. Kort hierna werd Ron P. in berichten in de media opnieuw als verdachte genoemd: het OM maakte bekend dat er nieuwe sporen waren gevonden, die naar hem zouden leiden. Ook zou hij "in dezelfde periode" met zijn auto zijn gezien in de buurt van het Jaagpad.
Hierna lekte ook uit dat er door de recherche rekening werd gehouden met de mogelijkheid dat P. nog meer vrouwen zou kunnen hebben omgebracht.
Na de aanhouding van P. mocht zijn advocaat niet aanwezig zijn bij de verhoren. In april 2010 berichtte dagblad De Telegraaf dat een USB-stick van Van der Stap in het bezit zou zijn van een ex-vriendin van P., die deze uit een keukenlade zou hebben meegenomen. De USB-stick, die foto's en studiemateriaal van Anneke zou bevatten, werd aan de politie overhandigd.
- Op 17 mei 2010 volgde de vijfde doorbraak, toen bleek dat de harde schijf in een computer van Ron P. afkomstig leek van het slachtoffer, aangezien daarop mangaplaatjes werden gevonden, waarvan Anneke van der Stap een liefhebster was.

In november 2010 kwam tijdens de strafzaak tegen P. in de Puttense moordzaak voor het gerechtshof te Arnhem ter sprake dat hij tegen een medegevangene zou hebben verteld over de moord op de Rijswijkse Anneke van der Stap. De verklaringen daarover van deze medegevangene zouden belastend zijn voor hem.
In december 2010 werd door het Openbaar Ministerie bekendgemaakt dat Ron P. nu ook zou worden vervolgd wegens een mogelijke betrokkenheid bij de dood van Van der Stap. Hij bleek namelijk op enigerlei wijze in het bezit te zijn gekomen van de genoemde USB-stick, en ook van een harde schijf en een bankpasje van het slachtoffer. Dat bankpasje was gebruikt voor het verrichten van een chipbetaling bij het BP-benzinestation aan de Statenlaan te Den Haag, wat daar op een bewakingsvideo was vastgelegd. Daarover verhoord verklaarde Ron P. deze voorwerpen van iemand te hebben gekocht, zonder daarover meer te hebben geweten. Deze verdachte woonde toen in Delft, in de nabijheid van Rijswijk. Ron P. was in 2008 in beeld gekomen toen DNA van hem bleek te matchen met zaadcellen op het been van het slachtoffer in de Puttense zaak. Terwijl hij reeds werd vervolgd wegens de vermoedelijke verkrachting en moord in die zaak, werd hij in zijn cel aangehouden op verdenking van betrokkenheid bij de dood van Van der Stap, maar zelf ontkende hij iedere betrokkenheid.

## Vervolging
De naam van Ron P. viel pas in de zaak van Anneke van der Stap, nadat hij reeds was aangehouden in verband met een andere zaak. Hij kwam echter ook vaak met zijn oude bestelbus op het Jaagpad, in de buurt van de plek waar Anneke vermoedelijk verdween en waar ze werd gevonden. Hier zou Ron een vaste visstek hebben. Enkele uren na de verdwijning van Anneke zou hij met haar chipknip een paar broodjes en een ijsje hebben gekocht bij een benzinestation in Den Haag. Bovendien had hij voorwerpen in zijn bezit die van Anneke waren geweest: onder meer een harde schijf van haar laptop en een usb-stick. 
Op 20 mei 2008 was Ron P. formeel als verdachte aangehouden in het nieuw onderzoek naar de moord op een jonge vrouw te Putten in de Puttense moordzaak. Hij werd in het onderzoek naar de moord op Van der Stap eveneens als verdachte aangemerkt, toen uit opnieuw bekeken beelden van bewakingscamera’s bleek dat hij in de nacht van 12 juli 2005 rond 2.30 uur aanwezig was in een tankstation aan de Statenlaan te Den Haag. Die locatie lag tevens binnen het bereik van de zendmast die de mobiele telefoon van Van der Stap in de nacht van haar verdwijning kort voor 2.30 uur het laatst had aangestraald. Onderzoek van die beelden maakte duidelijk dat hij in dat tankstation in die nacht tot twee keer toe (te 2.36 uur en te 2.45 uur) ter betaling van een kleine aankoop (twee broodjes en een ijsje) chiptransacties uitvoerde. Vastgesteld kon worden dat die beide chiptransacties plaatsvonden met een bankpas die op naam stond van het slachtoffer. Een bij hem in beslag genomen externe harde schijf behoorde ook aan haar toe, terwijl zij die in de nacht van haar vermissing bij zich moest hebben gedragen. Bij de voormalige vriendin van Ron P. was een USB-stick aangetroffen, waarvan werd vastgesteld dat die ook aan het slachtoffer toebehoorde. Ron P. erkende uiteindelijk dat hij in de nacht van de vermissing van Van der Stap haar bankpas, haar externe harde schijf en haar USB-stick in zijn bezit had. Overige goederen waarvan zo goed als zeker was dat zij die ten tijde van haar vermissing bij zich had, zoals haar laptop en haar telefoon, waren nimmer teruggevonden.
Ron P. ontkende dat hij bij de vermissing en/of het overlijden van Van der Stap betrokken zou zijn geweest en deze spullen te hebben gestolen: zijn verklaring luidde dat hij die van een derde had verworven, de als Getuige C. of ook wel als de Kappaman aangemerkte persoon, een man in kleding van het merk Kappa die eveneens op de beelden van het BP-benzinestation aan de Statenlaan te zien was. Deze persoon was evenals Ron P. een handelsman op markten.
In december 2010 werd door de officier van justitie te Den Haag het besluit bekendgemaakt de inmiddels 35–jarige verdachte P. te gaan vervolgen voor de dood van Anneke van der Stap. Hem zou moord dan wel doodslag ten laste worden gelegd. Daarnaast moest hij voorkomen voor het bezit van kinderporno.

## Rechtbank
Een maand nadat P. was veroordeeld tot 18 jaar gevangenisstraf voor de verkrachting van en moord op Christel Ambrosius werd in december 2011 door het OM bekendgemaakt dat hij nu ook was gedagvaard om op 21 december 2011 te verschijnen voor een eerste zitting van de Rechtbank Den Haag in verband met de zaak Van der Stap.
De rechtbank zou vijf dagen uittrekken voor de inhoudelijke behandeling van de zaak, die in september 2012 plaatsvond, meer dan 7 jaar na het misdrijf. Tijdens de behandeling ter zitting werd niet duidelijk wat de doodsoorzaak was geweest. Bij de aanvang van deze behandeling werd duidelijk dat het sporenonderzoek geen aanwijzingen had opgeleverd die in de richting van P. wezen. Er was onder meer ook naar eventuele DNA-sporen gezocht. De deskundigen zouden het oneens zijn over de doodsoorzaak van Van der Stap. Een deskundige stelde dat haar hals was doorgesneden met een scherp voorwerp, maar een andere deskundige meende dat ze was gewurgd.
De raadsman van P. stelde dat het openbaar ministerie niet ontvankelijk diende te worden verklaard in deze vervolging wegens een ernstige inbreuk op de beginselen van een behoorlijke procesorde. Doelbewust of met grove veronachtzaming van de belangen van de verdachte zou op meerdere wijzen aan diens recht op een eerlijke behandeling van zijn zaak zijn tekort gedaan.

### Getuige A
Er zou onvoldoende onderzoek zijn gedaan naar de verklaring van een Getuige A, die had gereageerd op een uitzending van TV West over de zaak op 13 september 2005 en in strijd met de verbaliseringsplicht was door de politie van hetgeen deze getuige kon verklaren geen proces-verbaal opgemaakt.

### Gebrekkig sporenonderzoek
Ook zou de kleding van Anneke van der Stap zijn gereinigd, terwijl slechts enkele van die kledingstukken voorafgaand aan die reiniging en louter door het aftapen met folie waren bemonsterd op haren en vezels. Nader onderzoek naar sporen aan deze kleding, zoals naar DNA, was hierdoor onmogelijk geworden en om door middel van nader onderzoek aan de kleding de onschuld van de verdachte aan te tonen werd ook onmogelijk gemaakt.

### Entomologisch onderzoek
Op 22 juli 2005 hadden medewerkers van het NFI aan en bij het lichaam van het slachtoffer maden en poppen veiliggesteld voor een eventueel uit te voeren entomologisch onderzoek, dat echter veel te laat, pas in augustus, zou plaatsvinden en onduidelijk was welke zorgvuldigheid bij deze veiligstelling en daarop volgende langdurige bewaring van dit materiaal was betracht. Volgens de entomoloog zou dit onherstelbaar verzuim een foutmarge kunnen opleveren van plus of min twee dagen bij het vaststellen van de datum van overlijden. Bij verstrekking van alle benodigde informatie zou de entomoloog met een kleinere foutmarge tot een vermoedelijke overlijdensdatum hebben kunnen concluderen, die ontlastend zou kunnen zijn geweest. 

### Verschoningsrecht
In februari en april 2010 was tweemaal de cel van Ron P. doorzocht. Daarbij was een brief aangetroffen, waarboven met hoofdletters ‘RMZ’ vermeld stond, wat door de politie was geïnterpreteerd als afkorting voor de ‘Rijswijkse moordzaak’. Dit stuk was in beslag genomen en aan het dossier toegevoegd. Bij de doorzoeking in april 2010 was ook een kopie gemaakt van een afschrift van (een deel van) het procesdossier met daarin de persoonlijke aantekeningen van Ron P., dat voor de rechtbank ook als bewijsmiddel tegen hem was aangevoerd. Beide geschriften vielen volgens de advocaat van Ron P. onder het verschoningsrecht, althans het vrije verkeer tussen een verdachte en diens raadsman. Wegens het recht op vertrouwelijke communicatie tussen de verdachte en zijn raadsman (artikel 6 en artikel 8 van het EVRM, alsmede met het bepaalde in artikel 98 van het Wetboek van Strafvordering, had dit materiaal niet in beslag mogen worden genomen of gekopieerd en evenmin aan het aan de rechtbank voorgelegd dossier mogen worden toegevoegd.
De brief betrof een reactie op beschuldigingen in de media, die bestemd was voor de raadsman ter voorbereiding van de verdediging. Ook de aantekeningen in het afschrift van zijn procesdossier waren volgens de verdediging onmiskenbaar bedoeld voor zijn raadsman. Deze stukken waren vervolgens richtinggevend geweest voor het verdere onderzoek. Daarmee zou het verschoningsrecht, althans het recht op vrij verkeer tussen verdachte en raadsman, zijn geschonden.

### Schijn
Na zijn veroordeling in de Puttense moordzaak had P. de schijn tegen. In de Rijswijkse moordzaak lagen meerdere bewijzen tegen hem, maar geen daarvan wees direct op eigen betrokkenheid bij de moord, op de handeling zelf. Alle bewijzen bij elkaar vond het OM genoeg reden zijn om Ronald P. schuldig te achten: het bewijs stond "als een huis". De Officier van Justitie eiste daarom levenslange gevangenisstraf.
Reeds na afloop van de eerste procesdag verklaarde de advocaat van Ronald P. echter ervan uit te gaan dat zijn cliënt zou worden vrijgesproken van de moord.
De verklaringen van de twee getuigen die hierna werden opgeroepen achtte hij niet betrouwbaar. Mede-gevangene Getuige B en diens ex-vriendin moesten vragen beantwoorden over hun verklaringen dat P. aan deze getuige twee jaar eerder zou hebben getoond hoe hij Anneke van der Stap zou hebben gewurgd.

### Ontvankelijkheid OM en onderzoek ter zitting
De rechtbank achtte het openbaar ministerie desalniettemin wel degelijk ontvankelijk in de vervolging. De vader van Anneke maakte gebruik van het spreekrecht voor de nabestaanden van slachtoffers. Na drie procesdagen bleef echter onduidelijk wat er was gebeurd met Anneke van der Stap op de avond dat zij in 2005 verdween. De officier van justitie erkende dat het door haar geschetst scenario over een poging tot verkrachting door P. onzeker was.
De rechtbank achtte bij de behandeling ter zitting voldoende vastgesteld dat Ron P. op 12 juli 2005 rond 2.30 uur bij het benzinestation aan de Statenlaan in het bezit was geweest van voorwerpen die in eigendom toebehoorden aan Van der Stap, waarover hij opheldering diende te verschaffen. Op de camerabeelden van het benzinestation was te zien dat verdachte, nadat hij op 12 juli 2005 rond 2.30 uur was gearriveerd, enige tijd had gesproken met een ander persoon, die aldaar om 2.45 uur aankwam. Van deze persoon zou hij de externe harde schijf hebben gekocht, tezamen met een partij dekbedovertrekken. Deze man, die werd aangemerkt als Getuige C, zou hem bovendien de bankpas hebben gegeven. Getuige C ontkende echter dit alles. De rechtbank concludeerde dat Ron P. een verhaal moest hebben verzonnen, nadat het voor hem duidelijk was geworden dat onomstotelijk vast stond dat hij met de pas had betaald.
Ron P. zou volgens de verklaring van medegedetineerde Getuige B in het huis van bewaring tegenover hem hebben bekend Van der Stap te hebben vermoord door wurging. Deze medegevangene zou het gesprek stiekem hebben opgenomen met een mobiele telefoon die hij illegaal in zijn cel had, maar weigeren de betreffende opname(n) aan de recherche af te staan, omdat hij "hulp" wilde in zijn eigen strafzaak. Volgens deze getuige zou P. zelfs "nog twee moorden" hebben bekend. In november 2010 werd hij hierover reeds gehoord als getuige in het hoger beroep in de Puttense zaak voor het gerechtshof te Arnhem werd gehoord. Hij had daar echter weinig te melden. Eerder was gemeld dat Ron P. 4 moorden "in detail" tegenover hem zou hebben "bekend", doch zijn verklaringen bevatten geen namen. Deze getuige suggereerde toen wel details van P. te hebben gehoord over de moord op Anneke van der Stap, maar moest zich beperken tot verklaringen over de moord op de Puttense Christel Ambrosius in 1994. Volgens misdaadjournalist John van den Heuvel, die persoonlijk met hem had gesproken, was er met hem "iets raars aan de hand". P.'s advocaat trok in 2012 het verhaal over de wurging in twijfel, onder meer omdat deze getuige eerder onder ede had verklaard dat P. het niet specifiek over wurging had gehad: deze getuige fantaseerde en sprak zichzelf tegen. Het OM eiste desalniettemin levenslange gevangenisstraf.
Volgens Ron P.'s advocaat was de inmiddels uitgesproken veroordeling wegens de Puttense moordzaak ten onrechte.
Op de laatste dag van zijn proces verklaarde P. onschuldig te zijn, en boos op justitie, omdat hij werd beschuldigd van twee moorden die hij naar eigen zeggen niet had gepleegd. Hij verzocht de rechter om vrijspraak.

### Vrijspraak
De rechtbank deed op 28 september 2012 uitspraak en sprak P. vrij van de moord en ook van de diefstal van bezittingen van Van der Stap. De rechtbank overweegt dat niet kan worden vastgesteld wie Anneke om het leven heeft gebracht. De paar getuigen die in de nacht van haar verdwijning in de buurt waren, hebben hem daar niet gezien. De rechtbank stelde wel vast dat Ron P. in de nacht van het overlijden van Anneke, en zelfs 2½ uur nadat zij nog in leven moet zijn geweest, weliswaar in het bezit was van goederen die zij die nacht bij zich had, waaronder het bankpasje waarmee hij bij een benzinestation chipbetalingen had verricht. Omdat hij daarvoor geen aannemelijke verklaring zou hebben gegeven, werd die omstandigheid voor hem zeer belastend geacht: het wees volgens de rechtbank direct naar Ron P. als iemand die niet alleen bij de diefstal van deze goederen kon zijn betrokken, maar ook bij de gewelddadige levensberoving van Anneke van der Stap. Voor een bewezenverklaring van moord of doodslag waren echter aanvullende bewijsmiddelen vereist, waaruit kon volgen dat Ron P. zelf geweldshandelingen tegen het slachtoffer zou hebben gepleegd.
Dat door Getuige C ontkend verhaal en de aanvankelijke ontkenning door Ron P. in het bezit te zijn geweest van de bankpas waren volgens de rechtbank directe aanwijzingen in de richting van Ron P. als mogelijke betrokkene bij de diefstal van de betreffende spullen, maar ook bij de gewelddadige levensberoving van Van der Stap. Slechts het bezit van deze spullen was evenwel onvoldoende bewijs voor die betrokkenheid bij deze levensberoving. 
De rechtbank gaf eveneens aan te stellen dat verklaring van de medegedetineerde Getuige B niet uit eigen wetenschap kon gegeven zijn. Het door hem beschrevene had hij niet zelf kunnen waargenomen hebben.
Door de rechtbank werd Ron P. op 28 september dan ook vrijgesproken van de aan hem ten laste gelegde moord of doodslag. Wel werd hij schuldig bevonden aan het bezit van kinderporno. Omdat hem inmiddels in november 2011 door het Gerechtshof te Arnhem een zeer langdurige gevangenisstraf was opgelegd wegens betrokkenheid bij de Puttense moordzaak werd het daarvoor opleggen van een straf onnodig geacht.
Het OM ging in hoger beroep tegen deze vrijspraak. In november 2013 maakte het OM bekend dat er meer getuigen moesten worden gehoord, onder wie twee medegedetineerden met wie Ron P. over de zaak zou hebben gesproken. Zij zouden belastend over P. kunnen verklaren. Een van hen was al eerder gehoord, de tweede meldde zich bij de politie na de vrijspraak.

## Gerechtshof
Het Gerechtshof te Den Haag behandelde de zaak op 19 november 2013 en 10 juni, 18 juni, 19 juni en 1 juli 2014.
In het hoger beroep werd door het OM tegen Ron P. opnieuw levenslang geëist. Medegedetineerden zouden hebben verklaard dat hij tegenover hen de moord op Anneke van der Stap zou hebben opgebiecht. 
Omdat dit voor zover bekend de tweede moord was, vond het OM de kans op herhaling groot. Daarom zou P. nooit meer vrij mogen komen en levenslang gepast zijn. Omdat hij niet wilde meewerken aan een psychisch onderzoek kon er ook geen sprake zijn van het opleggen van een tbs-behandeling.
Aan de hand van de verklaring van de nieuwe getuige en de verklaringen van de gehoorde deskundigen stelde de Officier van Justitie dat verwurging de meest voor de hand liggende optie was voor de doodsoorzaak, dat P. als schuldige diende te worden aangemerkt en dat hij alsnog een levenslange gevangenisstraf verdiende.
P. hield zijn onschuld vol. „Als verdachte kon ik bij de recherche zeggen wat ik wilde, maar niets werd geloofd. (...) het enige wat ik fout deed, is dat ik gestolen spullen kocht.” 

### Getuige B
De officier van justitie achtte behalve het bezit van spullen van het slachtoffer, opnieuw de door Getuige B afgelegde verklaring het belangrijkste bewijsmiddel, die bij het hoger beroep voor het gerechtshof werd ondersteund door een verklaring van diens ex-vriendin. Deze getuige had geruime tijd als gedetineerde in dezelfde penitentiaire inrichting verbleven en tegenover de politie een verklaring afgelegd over mededelingen die P. aan hem zou hebben gedaan over de zaak. Hij had een verklaring afgelegd over feiten en omstandigheden die hij van P. zou hebben vernomen, die als daderkennis zouden moeten worden aangemerkt en waarvan niet aannemelijk was geworden dat hij op een andere wijze aan die informatie was gekomen. Dit betrof de enige verklaring in het gehele strafdossier waarin wel concreet werd gesproken over door P. jegens Anneke uitgeoefend geweld, als gevolg waarvan zij kon zijn overleden: P. zou verteld en ook voorgedaan hebben hoe hij haar zou hebben gewurgd. De rechtbank had de bewijskracht daarvan nog verworpen, omdat deze verklaring niet uit eigen wetenschap was, maar slechts van horen zeggen. Voor het gerechtshof leek die verklaring van deze getuige op het punt van de wurging als doodsoorzaak te worden aangevuld door een verklaring van diens ex-vriendin over zijn relaas en een van de gehoorde deskundigen, dat de afwezigheid van een breuk aan het keelskelet of het niet kunnen aantonen daarvan de mogelijkheid van wurging of strangulatie niet uitsloot.

### Betrouwbaarheid van Getuige B
P. en zijn advocaat betwistten de betrouwbaarheid van de verklaringen van Getuige B., die volgens hun bezwaren niet als bewijs gebezigd zouden mogen worden. Deze getuige betrof een medegedetineerde, die de beschikking had gehad over P.'s strafdossier, hem had opgezocht en zich had ingespannen om hem een verklaring te laten afleggen, waarbij hij zich ten onrechte voor advocaat had voorgedaan en de gesprekken met hem onjuist had geïnterpreteerd. Volgens het Hof zouden zijn verklaringen echter wel voldoende gedetailleerd, consistent en voldoende betrouwbaar zijn geweest. In het strafdossier bevonden zich ook verklaringen van twee andere medegedetineerden die beweerden informatie te hebben gekregen van P. die onmiskenbaar als daderkennis moest worden aangemerkt.

### Deskundigen
Op 10 juni 2014 werden door het Hof drie door het OM opgevoerde deskundigen gehoord, onder andere op het gebied van pathologie en radiologie. Een anatomische doodsoorzaak kon niet met zekerheid worden vastgesteld. Door de entomoloog was gerapporteerd dat de op en bij het lichaam aangetroffen bijna volgroeide bromvliegmaden in overeenstemming waren met een postmortaal interval van ongeveer 12 dagen.

### Afgewezen verzoeken
Op de zitting van 19 juni 2014 deden P. en zijn advocaat een voorwaardelijk verzoek aan het Hof om de benoeming van een deskundige om deze een betrouwbaarheidsoordeel te doen laten opmaken over de verklaringen van Getuige B, indien het hof in belastende zin gebruik zou maken van de verklaringen van deze getuige; alsook het eveneens voorwaardelijk verzoek de deskundigen te mogen ondervragen, indien het Hof een breuk van het keelskelet als positieve aanwijzing zou meenemen in een bewijsconstructie. Het Hof wees deze verzoeken af.

### Veroordeling wegens doodslag
Het gerechtshof wees arrest op 15 juli 2014. Het achtte wettig en overtuigend bewezen dat Anneke een onnatuurlijke dood was gestorven. Anders dan de rechtbank achtte het hof mede op grond van de gehoorde getuigenverklaringen ook bewezen dat P. hiervoor verantwoordelijk was: hij had het slachtoffer gewurgd en haar lichaam vervolgens achtergelaten bij het Jaagpad te Rijswijk, waar zij 11 dagen later werd aangetroffen, en veroordeelde P. daarom tot 4,5 jaar vrijheidsstraf wegens doodslag. Tevens werd hij veroordeeld voor de diefstal van een aantal goederen van het slachtoffer en het bezit van kinderporno. Het hof merkte in het arrest op dat voor alleen al de bewezenverklaarde doodslag in beginsel een gevangenisstraf van 12 jaren passend en geboden zou zijn, doch dat het bij zijn straftoemeting in deze zaak echter ernstig beperkt werd door de problematiek van de meerdaadse samenloop. Deze aanmerkelijk hogere sanctie kon namelijk niet worden opgelegd, omdat dezelfde verdachte inmiddels was veroordeeld voor de Puttense moordzaak. In theorie en volgens de wet hadden beide zaken samen berecht moeten worden en dan was een maximale straf van 20 jaar mogelijk geweest. Omdat voor de andere zaak reeds 15,5 jaar was opgelegd, resteerde er volgens de wet (de artikelen 57 en 63 Sr) slechts een ruimte voor maximaal 4,5 jaar.
Het OM zag onvoldoende aanknopingspunten voor een kansrijke cassatie bij de Hoge Raad.
P. en zijn advocaat vestigden wel hun hoop op het hoogste rechtscollege. "Hoe is het mogelijk dat Ron P. is veroordeeld op basis van een onbetrouwbare getuige?" reageerde advocaat verbaasd. "Er is verder geen steunbewijs, er zijn geen getuigen, geen sporen en er is ook geen bekentenis".
In juni 2015 oordeelde de Hoge Raad dat er onvoldoende grond was voor een nieuwe behandeling van de zaak.

## Documentaire
In 2016 zond het WNL-televisieprogramma De zaak van je leven een documentaire uit over de zaak. Hierin betoonden rechercheurs 'Ruud' en 'Chris' die aan het onderzoek hadden gewerkt zich verbolgen over de in hun ogen lichte straf die door het gerechtshof aan P. was opgelegd.

## Kritiek van Ton Derksen
In november 2016 trad de wetenschapsfilosoof Ton Derksen, de auteur van onder meer Onschuldig vast (2016) en die eerder herziening in de strafzaak tegen verpleegster Lucia de B. wist te bewerkstelligen, in de publiciteit met de stelling dat de aantijgingen tegen P. in de Puttense moordzaak geen stand zouden kunnen houden en dat de werkelijke dader dan nog altijd vrij zou rondlopen. Hij kondigde daarbij de publicatie van zijn boek Putten II aan. Sinds zijn onderzoek naar de zaak van Lucia de B. ontving Derksen vele verzoeken van gedetineerden die stelden dat ze onterecht zijn veroordeeld. De advocaat van Ron P., Ruud van Boom, had ook contact gezocht met Derksen, omdat hij overtuigd was van de onschuld van zijn cliënt.
Dat boek Dubbel gedwaald - Putten II en de Rijswijkse moordzaak verscheen in december 2017.
Volgens Derksen zou er iets structureel mis zijn met de Nederlandse strafvordering. In zijn boek attendeert hij na een grondige bestudering van de bewijslevering op vele twijfelachtige conclusies die in de beide gecompliceerde zaken werden getrokken. Toen eerst het later onschuldig bevonden tweetal Wilco Viets en Herman du Bois voor de Puttense moordzaak werd vervolgd, werd er door de politie en het OM een belangrijke betekenis toegekend aan getuigen die hadden verklaard destijds twee mannen in de buurt van die woning te hebben gezien. Toen echter later Ron P. als verdachte in beeld kwam, werden diezelfde getuigenverklaringen over twee waargenomen mannen even gemakkelijk opzijgeschoven.
Derksen gaat in 8 hoofdstukken in het tweede gedeelte van zijn boek Dubbel gedwaald uitgebreid in op wat hij als de Rijswijkse moordzaak betitelt. Daarin besteedt hij aandacht aan de behandeling van de zaak in eerste aanleg bij de rechtbank en het vonnis van 28 september 2012 en het hoger beroep bij het gerechtshof en het arrest dat in hoger beroep werd gewezen op 15 juli 2014, enkele voorwerpen die Ron P. in zijn bezit bleek te hebben en die aan het slachtoffer toebehoorden en hij naar zijn zeggen had overgenomen van Getuige C., de zogeheten Kappaman (de bankpas die Ron P. op 12 juli 2005 gebruikte voor een chip-betaling bij een BP-benzinestation aan de Statenlaan, de harde schijf die bleek te zijn ingebouwd in de computer van zijn vriendin, waarop bestanden van het slachtoffer waren aangetroffen, en de USB-stick waarop eveneens bestanden van haar waren gevonden), de beschuldigingen die waren geuit door de als getuige gehoorde Kappaman (Getuige C), de telefoon van het slachtoffer en de daarmee gevoerde gesprekken, ontlastend bewijsmateriaal, het zogeheten nachtmerrie-scenario van de jogger nabij de plaats waar het stoffelijk overschot van het slachtoffer was gevonden, vermeende belastende elementen en de rol van zogeheten snitches, liegende informanten, in de strafrechtspleging in het algemeen en de rol in de strafzaak tegen Ron P. van de belastende verklaringen van zijn medegedetineerde Van H., de Getuige B.
Volgens Derksen ziet het ernaar uit dat in die complexe Rijswijkse zaak met name de belastende verklaringen van medegedetineerden hem fataal zijn geworden, onder wie die van met name een notoir pseudoloog, de zich voor miljonair uitgevende Getuige B, die wegens herhaalde oplichting vastzat en aan wie het televisieprogramma Opgelicht?! in 2003 een aflevering had gewijd. Hij had zich ook uitgegeven voor sponsor van darter Raymond van Barneveld en als eigenaar van een SM-club. Ook bood hij huizen te Saint-Tropez te koop aan en beweerde hij de buurman van Herman Heinsbroek te zijn.

### Getuige C:de Kappaman
Derksen verklaart in zijn boek geen contact te hebben gehad met Ron P. en verzekert zich te hebben beperkt tot een grondige en kritische bestudering van de dossiers. Hij suggereert dat de Getuige C bij het tankstation, aangeduid als De Kappaman, nader aan de tand had moeten worden gevoeld. Deze was gehoord door de politie en de rechter-commissaris tijdens het onderzoek voorafgaand aan de zitting van de rechtbank in 2011, en niet door het Gerechtshof in 2013. Hij verklaarde Ron P. niet te kennen. De rechtbank, het gerechtshof en ook de Advocaat-Generaal hadden hem op zijn woord geloofd. Derksen stelt dat het echter nagenoeg zeker (extreem waarschijnlijk) is dat zij elkaar op 12 juli 2005 reeds kenden en dat zij elkaar ook daarna nog gezien hebben. Dit concludeert Derksen uit de videobeelden van de bewakingscamera van het benzinestation, de nabijheid van hun vroegere huisadressen, de implicaties van de verklaringen van deze Getuige C en het feit dat zij beiden regelmatig ´s nachts koffie kwamen drinken bij dat benzinestation.
In de nacht van de verdwijning van Anneke zouden zij samen in het BP-station en de bijbehorende winkel aan de Statenlaan in Scheveningen (Den Haag) zijn geweest, waar Ron om 02.36 uur en 02.45 uur twee keer met de bankpas van Anneke chipt: eerst twee broodjes, daarna een ijsje. Terwijl hij hier binnen is, komt op de bewaard gebleven beelden van een beveiligingscamera de Kappaman om 2.42 uur binnenlopen. Hij verlaat de winkel om 02.45 uur, kort daarna loopt Ron ook naar buiten en daar staan ze nog een tijdje te praten.
De Kappaman is een persoon met "handeltjes" en ditmaal zou hij als aanbieding dekbedovertrekken hebben aangeboden “en een plastic tas, wit zonder opdruk, met daarin een externe harde schijf”. Ron zou dit van hem hebben gekocht voor 150 euro en deze spullen in zijn auto hebben geladen en daarop van de Kappaman een gevonden pinpas hebben gekregen. Omdat deze pas een chipknip is, neemt Ron de pas mee en slaagt hij erin de broodjes en het ijsje daarmee te betalen.
De Kappaman verklaart in het politieonderzoek echter dat hij Ron niet kent en niets met deze voorwerpen te maken had. Derksen ontleedt de verklaringen van de Kappaman en legt bloot dat ze tegenstrijdig zijn en niet kunnen kloppen, maar dat het Hof de geloofwaardigheid van de wegens oplichting veroordeelde Rob van H. en de Kappaman nodig had om tot een veroordeling van Ron te kunnen komen. Uit de reconstructie van de tijdlijn van Ron blijkt dat het vrijwel onmogelijk zou zijn geweest voor Ron om met zijn bestelbus reeds rond kwart voor één ’s nachts in de buurt van het Jaagpad te kunnen zijn geweest, waar later het stoffelijke overschot van Anneke zou worden gevonden.
Deze Getuige C. had hierover in het latere politieonderzoek details verklaard die hij alleen na zijn ontmoeting met Ron P. in het benzinestation had kunnen weten. Waar er in de verklaringen van P. over hoe hij aan de spullen van Anneke was gekomen geen enkele onwaarheid of inconsistentie valt te bespeuren, ligt dat volgens Derksen bij deze Kappaman anders. Pas geconfronteerd met de beelden van de bewakingscamera van dat benzinestation aan de Statenlaan, waarop hij en P. beiden te zien zijn, herriep deze Getuige C. zijn eerdere verklaring de als verdachte aangemerkte Ron P. niet te kennen. Derksen toont aan dat deze verklaring zeer onaannemelijk is, aangezien deze Kappaman van 2000 tot 2005 pal naast de ex-vriendin van P. woonde. Ron woonde toen niet officieel bij zijn ex-vriendin, maar sliep en verbleef wel vaak bij haar in huis in Scheveningen. Dat Ron P. en de Kappaman elkaar hebben gekend is waarschijnlijk, hetgeen ook wordt bevestigd door P. die de Kappaman tijdens het onderzoek steevast 'buurman' zou hebben genoemd. Ook was er in de nabijheid van de plek waar het stoffelijk overschot zou worden gevonden omstreeks het vermoedelijk tijdstip van het delict door getuigen een als "verwilderde man" beschreven persoon gesignaleerd, die verder buiten het onderzoek bleef.